# Henk Nijboer
Henk Nijboer (Groningen, 31 maart 1983) is een Nederlands econoom en voormalig politicus. Hij is lid van de PvdA. Sinds 6 december 2023 is hij kwartiermaker sociale agenda voor Groningen en Noord-Drenthe. Eerder was hij van 20 september 2012 tot 6 december 2023 Tweede Kamerlid. Daarvoor was hij van 2003 tot 2007 was hij Statenlid van Groningen.

## Maatschappelijke carrière
Nijboer ging van 1995 tot 2001 naar het vwo op het Wessel Gansfortcollege. Van 1998 tot 2002 was hij weekend- en vakantiemedewerker in Verzorgingshuis Innersdijk. Van 2001 tot 2007 studeerde hij algemene economie aan de Rijksuniversiteit Groningen. In 2007 rondde hij zijn studie cum laude af. Van 2006 tot 2007 was hij student-assistent (afstudeerscriptie) en daarna vanaf 2007 promovendus bij het onderzoeksproject Hervorming Sociale Zekerheid aan de Universiteit Leiden. Van 2008 tot 2012 werkte hij als coördinerend beleidsmedewerker bij de directie Algemene Financiële en Economische Politiek (AFEP) van het ministerie van Financiën.

## Politieke carrière
Nijboer was namens de PvdA van 2003 tot 2007 lid van de Provinciale Staten van Groningen. Vanaf 20 september 2012 was hij namens de PvdA lid van de Tweede Kamer. Hij is woordvoerder financiën. In 2015 nam hij de verdediging van een wetsvoorstel over kredietunies over van Eddy van Hijum (CDA). Op 19 april 2022 kondigde Nijboer aan dat hij het fractievoorzitterschap van de PvdA wilde overnemen, maar Attje Kuiken, die zich een dag later meldde, was het geworden.
Als lid van het presidium van de Tweede Kamer stemde Nijboer in september 2022 in met een onderzoek naar fractiegenoot Khadija Arib. Over haar waren meldingen binnengekomen van ongewenst gedrag als Kamervoorzitter, wat zij tot 2021 was. Dit besluit leidde tot zoveel kritiek, dat hij een week later uit het presidium stapte. Op 1 augustus 2023 liet Nijboer weten niet beschikbaar te zijn voor een plek op de kandidatenlijst voor de Tweede Kamerverkiezingen van 22 november 2023. Vanaf 27 oktober 2023 maakte hij deel uit van de GroenLinks-PvdA-fractie. Op 5 december 2023 nam hij afscheid van de Tweede Kamer. Daarbij werd hij benoemd tot ridder in de Orde van Oranje-Nassau.

## Carrière na de politiek
Sinds 6 december 2023 is Nijboer kwartiermaker voor de sociale agenda in Groningen (alle gemeenten) en Noord-Drenthe (gemeenten Aa en Hunze, Noordenveld en Tynaarlo). Zijn aanstelling loopt tot en met 31 december 2024. Het plan is om een sociale agenda uit te werken dat gericht is op mensen die het meeste nodig hebben, met bijzondere aandacht voor jongeren. Er wordt een plan gemaakt voor de verdeling van € 3,5 miljard, beschikbaar voor de periode van 30 jaar. Deze sociale agenda werd in januari 2025 opgeleverd.

## Privéleven
Nijboer is geboren in Groningen en opgegroeid in Ten Boer. Hij is getrouwd.
- International Standard Name Identifier: 0000 0003 9574 7926
- Nederlandse Thesaurus van Auteursnamen: 303075686
- Parlement.com: vj0kbdgay2k7
- Virtual International Authority File: 290535080
- WorldCat: E39PBJt8pmWhMkJbJ4QFD8qmh3